# Сидоренко Кирило Володимирович (футболіст)
Кирило Володимирович Сидоренко (нар. 25 липня 1985, Дніпропетровськ) — український футболіст, захисник клубу «ВПК-Агро».

## Спортивна кар'єра
Випускник футбольної школи «Дніпро-75» та «Дніпро».
Дорослу кар'єру розпочав 20 квітня 2002 року у складі третьої команди «Дніпра», а 18 травня 2003 року дебютував і у другій команді. Проте за основну команду так і не провів жодного матча.
У липні 2005 року перейшов молдовський «Тирасполь», де швидко став основним гравцем і провів за клуб понад сто матчів. Влітку 2009 року він був відданий в оренду в «Динамо» (Мінськ).
На початку 2010 року повернувся в Україну, де підписав контракт з «Олександрією», якій 2011 року допоміг виграти Першої ліги і вийти до еліти. 8 липня 2011 року дебютував у Прем'єр-лізі в матчі проти полтавської «Ворскли» (1-0). Проте за підсумками сезону олександрійський клуб покинув еліту і Сидоренко покинув клуб.
Влітку 2012 року підписав контракт з «Оболонню», проте вже взимку команда знялася з змагань і Сидоренко на правах вільного агента у лютому 2013 року приєднався до київського «Арсенала».
У червні 2013 року повернувся до «Олександрії», яка виступала в Першій лізі.

## Досягнення
- Чемпіон Першої ліги України: 2010/2011